# Clasina Isings
Clasina („Ina”) Isings (ur. 15 lutego 1919 w Soest, zm. 3 września 2018 w Bilthoven) – holenderska naukowiec, archeolog klasyczny, zasłużona badaczka i wybitna znawczyni szkła starożytnego. 
Córka Johana Hermana Isingsa, wziętego rysownika i ilustratora, oraz jego drugiej żony Elisabeth Niesten (córki malarza P.J. Niestena). Całe życie spędziła w rodzinnym domu zwanym d'Opgang w Soest.  Ukończyła prestiżowe liceum w Baarn, a następnie, z opóźnieniem (wskutek wojny), od 1945 podjęła studia w zakresie historii sztuki i archeologii klasycznej.
Absolwentka Uniwersytetu Utrechckiego, związana z nim od 1951, dyplomowana jako magister w 1952, doktoryzowana w 1957. Była współpracownikiem naukowym Instytutu Archeologii macierzystej uczelni, a od 1972 wykładowcą uniwersyteckim. W latach 1980–85 na stanowisku profesora archeologii klasycznej (ze specjalnością szkło antyczne) na Uniwersytecie Utrechckim.
Pełniła funkcję zastępcy kustosza zbiorów archeologicznych Akademii Prowincjonalnej w Utrechcie. Była autorką pionierskiej pracy o typologii szkła rzymskiego, nadal użytecznej w badaniach przedmiotu, w której sklasyfikowała i opisała 134 formy zabytków.
Czynna zawodowo niemal do końca i na stałe związana z utrechckim środowiskiem naukowym, zmarła w wieku 99 lat.

## Najważniejsze publikacje
- Roman glass from dated finds. Groningen–Jakarta: J.B. Wolters, 1957
- Antiek glas. Amsterdam: J.H. de Bussy, 1966
- Catalogus van het Romeins glas in het Bonnefanten Museum te Maastricht.  Maastricht:  Bonnefantenmuseum/Limburgs Museum voor Kunst ent Oudheden, 1970
- Roman glass in Limburg. Groningen: Wolters – Noordhoff 1971